# Sergio Viturro
Sergio Ariel Viturro (Buenos Aires, Argentina; 28 de junio de 1986) es un futbolista argentino. Juega como mediocampista ofensivo y su primer equipo fue Nueva Chicago. Actualmente se encuentra en Club Gimnasia y Esgrima y Pedernera Unidos  Liga Local de San Luis (Argentina) que pertenece a la Asociación del Fútbol Argentino
| Club                                       | País      | Año           | PJ | G  |
| ------------------------------------------ | --------- | ------------- | -- | -- |
| Nueva Chicago                              | Argentina | 2003-2008     | 16 | 1  |
| Deportivo Armenio                          | Argentina | 2008          | 5  | 0  |
| Almagro                                    | Argentina | 2009          | 16 | 0  |
| Platense                                   | Argentina | 2009          | 9  | 0  |
| Sacachispas                                | Argentina | 2010          | 10 | 1  |
| Defensores Unidos                          | Argentina | 2011          | 17 | 6  |
| Deportivo Morón                            | Argentina | 2011-2012     | 33 | 4  |
| Estudiantes de San Luis                    | Argentina | 2012          | 12 | 3  |
| Olmedo                                     | Ecuador   | 2013          | 33 | 4  |
| Estudiantes de San Luis                    | Argentina | 2014-2015     | 51 | 18 |
| San Martín de Tucumán                      | Argentina | 2016-2017     | 31 | 3  |
| Talleres (RdE)                             | Argentina | 2017-2018     | 28 | 3  |
| Estudiantes de San Luis                    | Argentina | 2018-2019     | 23 | 0  |
| Sportivo Peñarol de San Juan               | Argentina | 2019-2020     | 11 | 2  |
| Club Gimnasia y Esgrima y Pedernera Unidos | Argentina | 2021-presente |    |    |

### Campeonatos nacionales
| Título           | Club                  | País      | Año  |
| ---------------- | --------------------- | --------- | ---- |
| Serie B          | Olmedo                | Ecuador   | 2013 |
| Torneo Federal A | San Martín de Tucumán | Argentina | 2016 |

### Otros logros
| Título                     | Club                    | País      | Año  |
| -------------------------- | ----------------------- | --------- | ---- |
| Ascenso a Primera División | Nueva Chicago           | Argentina | 2006 |
| Ascenso a la B Nacional    | Estudiantes de San Luis | Argentina | 2014 |